# Songza

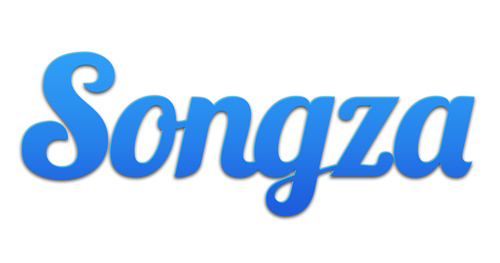
Logo de Songza

Songza était un site web de streaming musical gratuit racheté par Google, axé sur la recommandation de listes de lecture créées par des experts. Ces listes sont suggérées en fonction du moment de la journée où elles sont écoutées, ainsi que l'activité ou l'état d'esprit dans lequel se trouve l'utilisateur. Les playlists ont donc pour but, par exemple, d'être écoutées au réveil, dans les transports en commun ou encore de faciliter la concentration. Les utilisateurs peuvent voter pour ou contre une musique, le service s'adaptant alors à leurs préférences.
Google annonce sa fermeture pour le 31 décembre 2015, le service fusionnant avec Google Play Music.